# Beltrami (Schiff)
Die Beltrami, auch USS Beltrami (Kennung: AK-162), war ein Transportschiff der Alamosa-Klasse der United States Navy, dass im Zweiten Weltkrieg im Pazifik im Einsatz war. Es wurde als Truppentransporter eingesetzt und versorgte die amerikanischen Truppen, die im pazifischen Kriegsgebiet im Einsatz waren, mit Nachschub.

## Konstruktion
Der Bau der Beltrami wurde am 18. Juli 1944 bei der „Kaiser Shipbuilding Co.“ und deren „Richmond Shipyards“ in Richmond (Kalifornien), in Auftrag gegeben. Am 26. September 1944 wurde auf dem „Kaiser Richmond No. 4 Yard“ mit dem Bau begonnen und bereits am 4. Januar 1945 wurde die Beltrami an die US Navy ausgeliefert und in Dienst gestellt. Sie wurde nach dem Beltrami County in Minnesota benannt.

## Bewaffnung und Besatzung
Die Beltrami war mit sechs 20-mm-Oerlikon-Kanonen und einer 76-mm-Zwillingskanone bewaffnet. Das Kommando hatte Lieutenant Gerald W. Rahill. Die Besatzung bestand neben ihm aus 15 Offizieren und 70 Mann.

## Einsätze
Am 21. März 1945 verließ die Beltrami Pearl Harbor und verlegte in die Salomonen, wo sie bei verschiedenen Inseln zum Einsatz kam. Um die Truppen bei der Eroberung der Insel Okinawa zu unterstützen, wurde die Beltrami in die Philippinen verlegt, wo sie am 20. Mai 1945 ankam. Bei Kriegsende am 15. August 1945 befand sie sich beim Ulithi (Atoll) bei Guam. Ende August fuhr die Beltrami zu den Philippinen, wo sie neun Wochen lang die US-Truppen auf der Insel Leyte unterstützte. Am 8. November 1945 ging sie nach Shanghai, wo sie am 16. November ankam, um die amerikanischen Besatzungstruppen in China zu unterstützen. Am 27. Januar 1946 verließ sie China und am 23. Februar legte sie in San Francisco an.

## Operation Nanook
1946 beteiligte sich die Beltrami an der „Operation Nanook“, einem Projekt zur Einrichtung von Wetterstationen in der arktischen Region der westlichen Hemisphäre. In Thule auf Grönland wurde unter anderem Fracht für den Bau einer Wetterstation entladen.  

## 6. Flotte der USA
Nach der Bildung der 6. Flotte der USA am 12. Februar 1950 wurde die Beltrami ins Mittelmeer verlegt. Sie besuchte Casablanca, Athen und Haifa. Bei einer weiteren Fahrt im Jahr 1951 besuchte sie verschiedene britische Häfen wie Plymouth, Londonderry und Gibraltar. Danach war sie nur noch vom Heimathafen in Norfolk aus tätig und war vor allem mit Truppen- und Frachttransporten zwischen Guantanamo Bay, Roosevelt Roads und Trinidad befasst.

## Ende
Am 1. August 1955 wurde sie in die Reserve überstellt und wurde dann nach Savannah (Georgia) geschleppt. Die Beltrami wurde am 10. November 1955 außer Dienst gestellt und am 1. April 1960 aus dem Naval Vessel Register gestrichen. Am 29. August 1960 wurde sie zur Verschrottung an die Hugo Neu Steel Products verkauft.

## Militärische Auszeichnungen
Die Aufzeichnungen zeigen keine Service Stars für die Beltrami an. Doch hatte ihre Besatzung für ihren Dienst im Zweiten Weltkrieg auf der Beltrami Anspruch auf die folgenden Auszeichnungen:
- China Service Medal (extended)
- American Campaign Medal
- Asiatic-Pacific Campaign Medal
- World War II Victory Medal
- National Defense Service Medal